# 富山新港元気の森公園
富山新港元気の森公園（とやましんこうげんきのもりこうえん）は、富山県射水市の富山新港東側にある公園である。
周辺にある富山県新湊マリーナ（海竜マリンパーク）や海竜スポーツランド、オリバースポーツフィールド射水などとともに、総合的な健康づくりを目的とした「体を動かす元気空間」となるよう整備されている。

## 概要
- 開園 - 2005年10月29日（同年11月1日供用開始[2]）。当時は一部にあたる約3.1haでの供用であった[3]。
- 供用部分面積 - 約6.9ha（2019年4月1日時点）[1]
- 駐車場 - 約180台[1]

## 主な施設
個別に出典が提示されている箇所以外の出典→
- パークゴルフ場 - 計36ホール（9ホール×4コース。2015年11月にコースを増設したことにより、日本パークゴルフ協会の公認コースとして、大規模な大会が開催されるようになった）[4]
  - とびうおコース PAR33、距離393m[4]
  - ひらめコース PAR33、距離381m[4]
  - しろえびコース PAR33、距離500m[4]
  - べにずわいコース PAR33、距離500m[4]
- 元気わくわく館（2020年4月開館、面積97m2）[4]
- まんまる広場 - 6,300m2
- 眺めの丘 - 標高11m
- 休憩所 - 2棟
- トイレ - 4箇所
- せせらぎ、じゃぶじゃぶ池
- なかよし広場
  - 幼児用遊具 - 1基（対象年齢3 - 6歳）
  - 児童用遊具 - 1基（対象年齢6 - 9歳）